# Peixe-cirurgião-serra-japonês
O peixe-cirurgião-serra-japonês, é uma espécie de acanthurídeo do gênero Prionurus. É nativo do Pacífico Norte, habita águas subtropicais e temperadas, pode chegar a possuir 3 ou 4 espinhos próximos á cauda, é uma característica comum dos cauda-de-serra.

## Ecologia

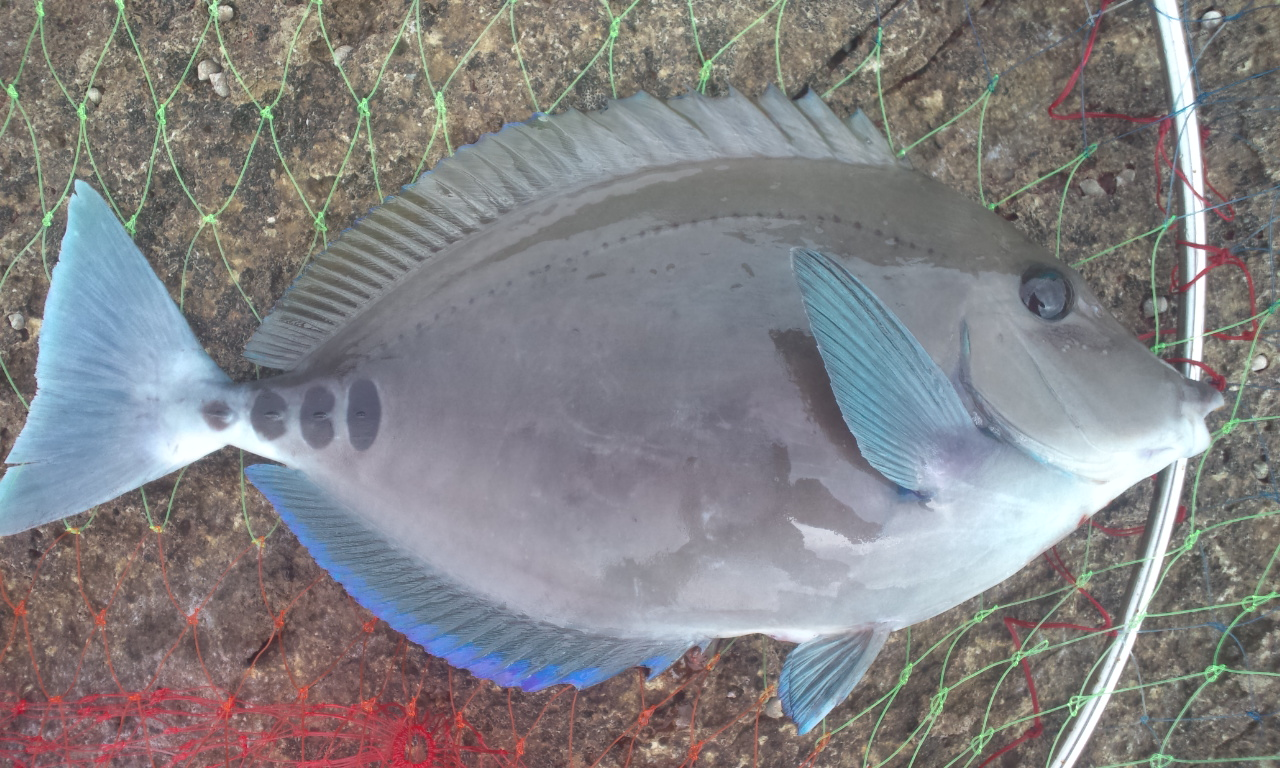
Exemplar adulto capturado.

### Aparência
Podem chegar a possuir 3 ou 4 espinhos próximos da cauda. Os jovens são cinza desbotados com corpo arredondado fino e possuem uma cauda branca, já os adultos podem ser cinza escuro ou marrom com uma cauda branca quase azulada. Continuam com o corpo arredondado.

### Biologia e habitat
Vivem em grupos em áreas rasas de recifes e costões, possuem o costume de pastar algas filamentosas em rochas e corais mortos.

### Alimentação
Se alimentam de microalgas e macroalgas, ocasionalmente são vistos retirando algas de cascos de tartarugas.

## Distribuição
São nativos do Japão (Baía de Matsushima e Ryukyu), China, Hong Kong, Coréia do Sul e Taiwan.

## Nomes comuns
| Nome comum                                  | Idioma               | País          |
| ------------------------------------------- | -------------------- | ------------- |
| Skalpelkirurgfisk                           | Dinamarquês          | Dinamarca     |
| Japanese sawtail                            | Inglês               | USA           |
| Sawtail surgeonfish                         | Inglês               | UK            |
| Scalpel sawtail                             | Inglês               | Micronésia    |
| ニザダイ (Nizadai)                          | Japonês              | Japão         |
| 쥐돔 (Jwidom)                               | Coreano              | Coréia do Sul |
| 三棘多板盾尾魚 (Sān jí duō bǎn dùn wěi yú)  | Mandarim chinês      | China         |
| 倒吊 (Dào diào)                             | Mandarim chinês      | China         |
| 凿刀多板盾尾鱼 (Záo dāo duō bǎn dùn wěi yú) | Mandarim chinês      | China         |
| 鋸尾鯛 (Jù wěi diāo)                        | Taiwanês             | Taiwan        |
| 黑將軍 (Hēi jiāngjūn)                       | Taiwanês             | Taiwan        |
| 黑豬哥 (Hēi zhū gē)                         | Taiwanês             | Taiwan        |
| Peixe-cirurgião-serra-japonês               | Português brasileiro | Brasil        |